# 篠崎輝夫
篠崎 輝夫（しのざき てるお、1929年6月2日 - 2005年10月29日）は、日本の洋画家。千葉県生まれ、光風会常務理事、日展評議員などを歴任する。

## 概要
- 1929年（昭和4年） 現在の千葉県成田市に生まれる。
- 1951年（昭和26年） 光風会展初入選。
- 1952年（昭和27年） 千葉大学教育学部美術科を卒業、成田町立成田中学校（現・成田市立成田中学校）の美術教諭となる。
- 1955年（昭和30年） 笹岡了一に師事する。
- 1959年（昭和34年） 日展に初入選。
- 1960年（昭和35年） 成田市立成田中学校を退職。
- 1962年（昭和37年） 光風会会員に推挙。
- 1964年（昭和39年） 第7回新日展に出品した「絵馬」で特選を受賞。
- 1979年（昭和54年） 「絵馬による」が光風会第65回特別賞を受賞。
- 1980年（昭和55年） 日展会員に推挙。
- 2003年（平成15年） 旭日小綬章を受章[1]
- 2005年（平成17年） 原発性肺癌のため死去[1]。